# Dayle Haddon
Dayle Haddon (Montreal, 26 de mayo de 1948-Municipio de Solebury, Pensilvania, 27 de diciembre de 2024) fue una modelo y actriz canadiense, conocida por promocionar productos antienvejecimiento fabricados por L'Oréal. Además, fue acreditada como autora de Ageless Beauty: A Woman's Guide to Lifelong Beauty and Well-Being.
Durante la primera parte de su carrera como modelo, Haddon apareció en las portadas de muchas de las principales revistas de moda y belleza, así como en la portada de Sports Illustrated Swimsuit Issue en 1973. Haddon también fue colaboradora de bienestar de CBS News donde apareció regularmente en The Early Show de 2005 a 2008.

## Biografía
Nacida y criada en Montreal, Quebec, Canadá, Haddon hablaba inglés y francés. De niña, se apuntó a clases de baile para desarrollar su físico, y su rendimiento fue lo suficientemente bueno como para convertirse en miembro de Les Grands Ballets Canadiens a los 13 años, y fue elegida Miss Montreal a los 18. Haddon era judía.[cita requerida]
Como modelo en las décadas de 1970 y 1980, Haddon representó a Max Factor, Revlon, Estée Lauder y L'Oréal. Apareció en la portada de Sports Illustrated Swimsuit Issue en 1973 (29 de enero) y fue nombrada dos veces "Ten Most Beautiful Women" de Harper's Bazaar. También apareció desnuda en el número de abril de 1973 de Playboy.
Haddon trabajó como actriz y apareció en la película de Disney The World's Greatest Athlete (1973) con Jan-Michael Vincent. Se trasladó a Europa, continuó ejerciendo de modelo y actriz, y apareció en varios papeles cinematográficos en francés e inglés, así como en pequeños papeles ocasionales en películas estadounidenses. Sus papeles más conocidos fueron en Madame Claude (1977) y North Dallas Forty (1979), junto al actor Nick Nolte.
Haddon fue elegida originalmente para el papel de Dale Arden en la versión cinematográfica de Flash Gordon de 1980, pero el productor Dino De Laurentiis la sustituyó por Melody Anderson justo antes de comenzar el rodaje.
Durante el mandato de Haddon como rostro principal de L'Oréal, las ventas de la línea Age Perfect aumentaron un 50%. Según The New York Times, Dayle había "destrozado los tabúes de la edad» con sus contratos plurianuales con L'Oréal y Estée Lauder, entre otras empresas.

## Vida personal
Clairol la eligió como portavoz, y más tarde rompió barreras para las mujeres de más de 35 años cuando se convirtió en el rostro mundial de una nueva línea antiedad de Estée Lauder, una primicia en la industria de la belleza. El día que expiró su contrato con Estée Lauder, L'Oréal la contrató. A partir de entonces tuvo su propia empresa, Dayle Haddon Concepts Inc. A principios de 2008 fue nombrada embajadora de UNICEF.
Haddon también fue la fundadora de una organización sin ánimo de lucro llamada WomenOne. El lema de la organización es "cambiar el mundo de mujer en mujer".
A través de WomenOne, Haddon se había asociado con Free The Children, una organización benéfica internacional, para proporcionar becas para la educación de niñas en Kenia. A través de su organización, había recaudado y donado más de 150.000 dólares para una de las escuelas secundarias femeninas de Free The Children.
Haddon también apareció como imagen de una línea de accesorios social y ambientalmente responsables lanzada por Me to We, organización asociada a Free The Children.
Fue madre de Ryan Haddon.

## Muerte
El 27 de diciembre de 2024, los equipos de primeros auxilios la encontraron inconsciente en una casa de carruajes en el Municipio de Solebury, Pensilvania, a las afueras de New Hope. Fue declarada muerta en el lugar y se anunció que la causa había sido una intoxicación accidental por monóxido de carbono causada por una caldera defectuosa. Tenía 76 años.

## Filmografía
- Paperback Hero (1973) .... Joanna

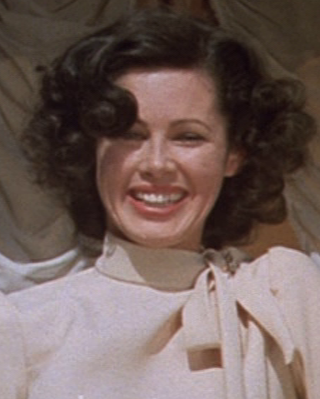
Haddon en la película de 1974 The Cousin

- The World's Greatest Athlete (1973) .... Jane Douglas
- The Cousin (1974) .... Agata
- Gambling City (1975) .... Maria Luisa
- Substitute Teacher (1975) .... Sonia
- Spermula (1976) .... Spermula
- Sex with a Smile (1976) .... Marina (segmento de "The Bodyguard")
- Madame Claude (1977) .... Elizabeth
- Maschio latino cercasi (1977) .... La abogada
- Dernier amant romantique, Le (1978) .... Elisabeth
- North Dallas Forty (1979) .... Charlotte Caulder
- Disneyland aka Disney's Wonderful World
- La Crime (1983) .... Suzy Thomson, alias D'Annunzio
- Paroles et Musique (1984) .... Corinne
- Bedroom Eyes (1984) .... Alex
- The Hitchhiker (1986) Episodio de TV .... Debby Hunt
- Roses de Matmata, Les (1986) .... Diane Collins
- Max Headroom (1987) TV Episode .... Vanna Smith
- Zwei Frauen (1989) .... Darlene Meyers
- Cyborg (1989) .... Pearl Prophet
- Tropical Gamble (1990) .... Helen
- Unbecoming Age (1992) .... Susan
- Bullets Over Broadway (1994) .... Bienquerientes entre bastidores
- Fiesta (1995) .... Cecilia Harrington-Forbes
- Tilt-A-Whirl (1995) .... Mother
- Celebrity (1998) .... Paciente en sala de espera